# メンデレーエフ戦車
メンデレーエフ戦車（メンデレーエフせんしゃ）は、ロシア海軍技師であったヴァシリー・メンデレーエフによって提案された最初期の戦車設計案である。
この車両は近代の元素周期表を作りだしたロシア人科学者ドミトリ・メンデレーエフの息子ヴァシリー・メンデレーエフによって構想された。当時、彼はロシアのサンクトペテルブルクに置かれていたクロンシュタット海軍技術学校にて、1911年から1915年にかけて時給制で働いていた。本車の目的は、全ての敵の砲火を受け付けず、広大な戦場を横断でき、120mm砲を用いて味方部隊に強い火力支援を与えられる「陸上艦」とする事であったと言われる。提案された戦車は全ての時代を通じて最重量級の設計案のひとつである。約176t（メートルトン）という重量は第二次世界大戦時のドイツが製造した超重戦車マウスとおおよそ同重量である。

## 設計
メンデレーエフの戦車は完全に直方体の構造で、前面には主砲がつき、車体中央部天井には銃塔が装備されている。また装軌式の走行装置は車体下面から直に突き出している。この戦車を運用するには8名を乗せるものと仮定されていた。

### 兵装
メンデレーエフ戦車は、当時の戦車の設計案では並外れて良い武装が施され、120mmカネー艦載砲の装備と弾薬51発の携行が予定された。砲は戦車の前面に直に据えられ、第一次、第二次両方の標準的な戦車の主砲口径よりも大きい。比較すれば、イギリス製のマークIV戦車の兵装は2門の57mm砲である。主砲は左右に水平旋回が効き、同様に俯仰が可能である。さらにこの砲は固定式の不動の台座に取り付けるのではなく、制退システムの装備を予定し、当時としては非常に先進的だった。カネー砲は敵部隊に直接砲撃を加えるために使われる予定で、本質的にメンデレーエフ戦車は移動式の砲兵プラットフォームとなった。本車の銃塔は全周旋回が可能で、軽機関銃を装備していた。また不要な時には車両の全高を低めるために引き込み可能だった。

### 走行装置
メンデレーエフはこの戦車のために、新奇な形の装軌式推進装置を設計し、これは当時のほかの設計案と大きく異なる。彼が考えた計画では無限軌道を装備しており、軌道の外周はこの車両の側面全体にわたっている。この設計の先進的な点は気圧式のピストン緩衝装置を用いた事であり、個別の転輪が望ましい高さに応じて位置を上げ下げできる点である。これは不整地やでこぼこの地形を横断するには非常に安定する。同様に、メンデレーエフのアイデアでは最低地上高を完全に地面レベルまで低めることができ、本車は必要な時には地面に伏せられる移動式の要塞となった。これで走行ギアなどの戦車の最弱の範囲を防御できた。走行装置はレール上を移動できる特殊装置と組み合わせることが予定されており、自走することも、機関車の補助を得ることも可能だった。車両を自走させるため、メンデレーエフ戦車には潜水艦から転用した250馬力のガソリンエンジンが搭載される予定で、約176tの車両の出力重量比は1.42hp/tだった。本車の到達できる最大速度は24km/hと思われたものの、これが実際に達成できたかどうかは不明である。

### 防御
当時の車両として、メンデレーエフ戦車は極度の重装甲を備えた。装甲は艦艇に見られるような重たい鋼板で、厚みは前面150mmから側後面100mmである。比較すれば、第一次世界大戦時の戦車が備えた装甲は小銃や機関銃の射撃のみを防御するものだった。装甲の最大厚はドイツのA7Vで30mmである。もっと数の多いイギリス製マークIVの装甲は12mm厚だった。メンデレーエフの計画した装甲は第二次世界大戦で見られるものよりも厚く、匹敵するものはドイツの重戦車ティーガーIIBで、前面装甲150mmを備えている。メンデレーエフの並外れた防護力は重量の点でコストがかかり、戦車の総重量は約176tとなり、ドイツのKヴァーゲンよりも重たくなった。この似たようなドイツ超重戦車の設計案はほぼ成果を出しかけていた。

## 経緯
当初の設計案は早くも1898年に始まったと考えられる。1911年に設計に取り組み、1916年に提案された。しかし、政府や後援者から受けた支援がわずかなため、車両が組み立てられることは無かった。メンデレーエフは車両を自身で建造しようとも試みたが計画が始まることは無く、設計は一連の計画案や図のまま残された。